# Емма Вікен
Емма Крістіна Вікен (англ. Emma Christina Wikén, 1 травня 1989) — шведська лижниця, олімпійська чемпіонка. 
Золоту олімпійську медаль та звання олімпійської чемпіонки Вікен здобула в складі збірної Швеції в естафеті 4 x 5 км на Іграх 2014 року в Сочі. 